# Asperup Sogn
Asperup Sogn er et sogn i Middelfart Provsti (Fyens Stift).
I 1800-tallet var Rorslev Sogn anneks til Asperup Sogn. Begge sogne hørte til Vends Herred i Odense Amt. Asperup-Rorslev sognekommune blev ved kommunalreformen i 1970 indlemmet i Nørre Aaby Kommune, som ved strukturreformen i 2007 indgik i Middelfart Kommune.
I Asperup Sogn ligger Asperup Kirke.
I sognet findes følgende autoriserede stednavne:
- Asperup (bebyggelse, ejerlav)
- Asperup Mark (bebyggelse)
- Brentebjerg (bebyggelse)
- Brændebjerg (bebyggelse)
- Båring (bebyggelse, ejerlav)
- Båring Ege (bebyggelse)
- Båring Mark (bebyggelse)
- Båring Strand (bebyggelse)
- Båring Vig (vandareal)
- Båringskov (bebyggelse)
- Dyrhøj (areal, bebyggelse)
- Egypten (bebyggelse)
- Kærby (Asperup Sogn) (bebyggelse, ejerlav)
- Ravnskov (bebyggelse)
- Risum (bebyggelse)
- Vedelshave (bebyggelse)